# Umbarra

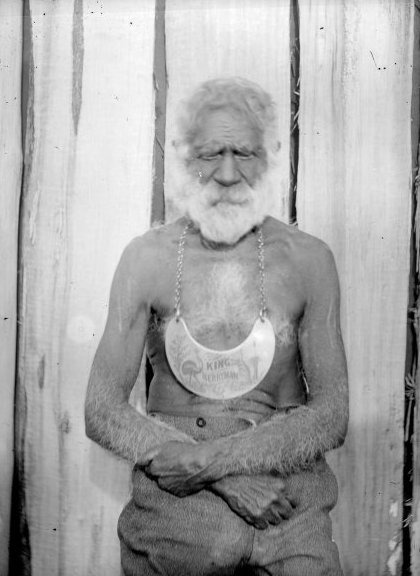
Umbarra oder King Merriman um 1900 mit Königsplatte (King plate)

Umbarra, oder King Merriman († 1904) war ein Elder (Ältester) des Aborigine-Stamms der Djirringanj bzw. Yuin in der Bermagui-Region an der Südküste von New South Wales, Australien.
Obwohl die Aborigines traditionell keine Könige oder Chiefs hatten, sondern Ältere, räumte die weiße Kolonialmacht den Älteren das Recht ein, eine King plate (Königsplatte) zu tragen. Deshalb gab es für die Älteren den Spitznamen King.

## Leben
Umbarra lebte auf Merriman Island, in der Mitte des Wallaga Lake, während sein Volk an den Ufern des Sees lebte. Seine Frau war Queen Narelle.
Von Umbarra wird geglaubt, dass er hellseherische Fähigkeiten hatte und dass er mit einer schwarzen Ente kommunizierte, sein moojingarl, das ihn vor kommenden Gefahren warnte.

## Legenden
Zahlreiche Legenden existieren über Umbarra und sein moojingarl. Eines Tages weissagte es ihm, dass eine Gruppe von Kriegern zu einer Schlacht aus dem weit entfernten Süden käme. King Merriman blieb deshalb auf der Insel zurück, weil ein anderer Mann ihm erzählte, dass die Frauen und Kinder an einem sicheren Platz bleiben und in Schilf versteckt werden sollten.
Der Erste, der die ankommenden Krieger sah, warnte den König und seine Männer, die sich eine erbitterte Schlacht lieferten, diese aber verloren. Die sich widersetzenden Stammesmitglieder mussten von der Insel weichen.
Der Legende nach warf King Merriman kraftvoll Speere und einen Bumerang, der Arme und Köpfe der Gegner traf, bevor er zu ihm zurückkehrte. Das reichte aber nicht aus. Daraufhin verwandelte er sich selbst in einen Wirbelwind und flog davon. Er flog über den grimmigen Kiola-Aborigines-Stamm hinweg und deren Clever man (kluger Mann) ahnte korrekterweise seine Präsenz voraus und dass das bedeutete, dass das Wallaga-Volk über den anderen Stamm siegen würde. King Merriman reiste bis zum Shoalhaven-Stamm, um sie zu warnen, aber der Kiola-Stamm besiegte die Invasoren und den König, dessen Kraft erschöpft war. Der König blieb für eine Weile in Shoalhaven und reiste anschließend weiter.

## Heute
Ein allgemeiner Zutritt auf die Merriman Island ist wegen der großen Bedeutung für die Aborigines verboten. Es ist der erste Platz über den als Aborigines-Stätte berichtet wurde. Er liegt im Fokus der Kultur der Aborigines, die Insel ist mit der Geschichte von King Merriman verbunden, die unter den Yuin-Aborigines der Südküste von New South Wales überaus bekannt ist.
Heute halten sich die Yuin am Umbarra Cultural Centre nahe dem See auf und der frühere Wallaga Lake Nationalpark ist im Gulaga National Park aufgegangen.